# Bras roulé

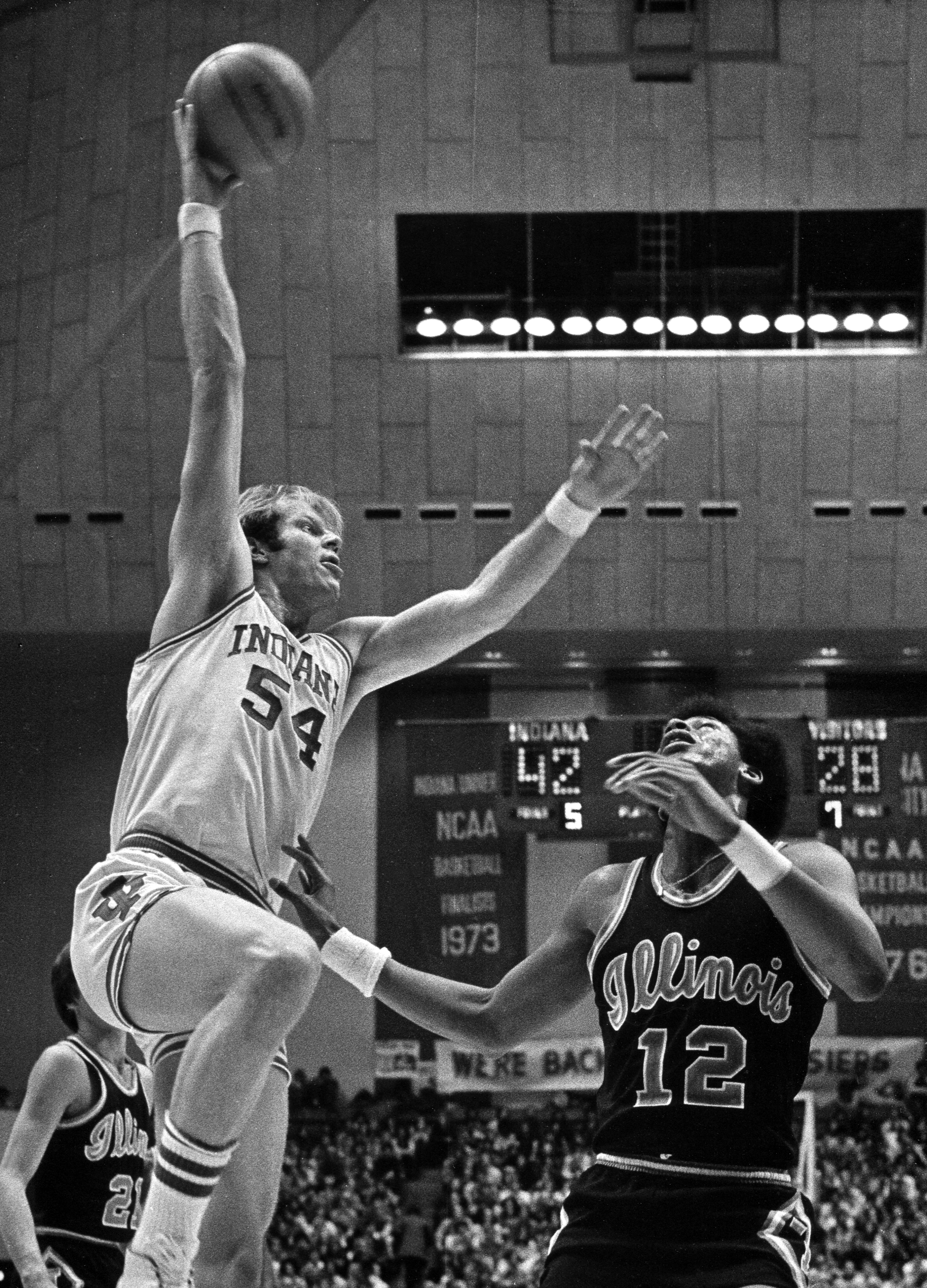
Kent Benson des Hoosiers de l'Indiana réalisant un bras roulé en 1977.

Le bras roulé (en anglais : hook shot) est une technique de tir en suspension utilisée au basket-ball.
Elle fut popularisée dans les années 1970 et 1980 par Kareem Abdul-Jabbar et Magic Johnson et demeure fréquemment utilisée en match officiel.

## Technique
Elle est utilisée par un joueur en attaque, généralement situé de profil par rapport au panier. Celui-ci effectue un mouvement en forme d'arc avec son bras et envoie le 
ballon vers le panier à une seule main. L'autre bras est utilisé pour créer de l'espace avec le défenseur le plus proche et se protéger d'éventuels contres. Le bras roulé est en effet difficile à bloquer, mais peu de joueurs ont réussi à l'utiliser pour des tirs à longue distance : il nécessite une grande précision.

## Utilisation
L'invention du bras roulé est attribuée à Reece Tatum, ancien joueur des Globetrotters de Harlem. Il parvenait à en tirer à l'aveugle, sans regarder le panier. La première utilisation du bras roulé en match officiel eut lieu lors du Championnat d'Europe 1937 par Pranas Talzūnas, membre de l'équipe de Lituanie. Il fut ensuite utilisé par de nombreux joueurs en NBA, notamment des pivots : George Mikan aux débuts de la NBA, Kareem Abdul-Jabbar et Hakeem Olajuwon dans les années 1980, puis Dirk Nowitzki et Yao Ming dans les décennies suivantes. Magic Johnson, meneur de grande taille, en fit également usage.
Dans les matchs régis par les règles FIBA, les bras roulés étaient très prisés des pivots avant que le dunk ne devienne populaire, principalement car il était très difficile de les bloquer.

## Variantes:skyhooketjump hook

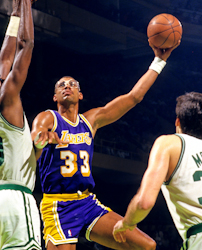
Kareem Abdul-Jabbar réalisant un bras roulé sous le maillot des Lakers, en 1987.

Confronté à l'interdiction du dunk en NCAA à partir du 29 mars 1967, le futur deuxième meilleur marqueur de l'histoire de la NBA Kareem Abdul-Jabbar (alors nommé Lew Alcindor) s'attache à développer un bras roulé particulier, inspiré de celui pratiqué par l’ailier Cliff Hagan des Hawks de Saint-Louis. Il parvient à inscrire des paniers à une distance bien plus importante que ses adversaires. L'envergure du mouvement d'arc formé par son bras et la distance du tir ont conduit les commentateurs à le surnommer skyhook. Le nom lui est donné lorsque Kareem Abdul-Jabbar scelle la sixième manche des finales NBA 1974 d’un superbe bras roulé : le commentateur radio des Bucks de Milwaukee, Eddie Doucette, déclare que « ce tir vient de si haut qu'il vient sans doute du ciel ».
Ambidextre, Abdul-Jabbar maîtrisait le geste des deux mains. Doucette décrit ainsi ce geste d'autant plus redoutable pour la défense : « La tête était haute, les yeux dévorant le panier et les épaules parfaitement perpendiculaires à l’arceau pour maintenir le défenseur à distance. S’il shootait de la main droite, la jambe gauche était tendue comme un piquet et lui permettait d’établir sa position ; le genou opposé levé très haut. La balle ne reposait pas sur la paume mais sur les dernières phalanges, afin d’optimiser le toucher, de sentir la matière, de la dominer. Le poignet, à près de trois mètres du sol, donnait alors à la sphère une trajectoire quasi-instantanément descendante vers l’arceau ».  
Outre Abdul-Jabbar, seuls quelques joueurs tels que Wilt Chamberlain ou Manute Bol ont su le maîtriser durant leur carrière. Durant les finales NBA 1987, Magic Johnson utilisa une technique similaire qu'il surnomma baby hook, en hommage à son coéquipier auteur du skyhook.
Le jeu à mi-distance du panier (low-post) est peu à peu devenu de plus en plus physique, ce qui a conduit au développement d'une autre variante du bras roulé : le jump hook. Au lieu de faire un pas puis sauter sur un seul pied comme dans le bras roulé traditionnel, le joueur saute à deux pieds et n'effectue le tir qu'une fois en hauteur. Ceci procure un meilleur équilibre et permet de tirer plus rapidement. Selon Hakeem Olajuwon, « tout pivot se doit de maîtriser ce tir », car il est difficile à contrer.
Shaquille O'Neal et Dwight Howard en sont les principaux utilisateurs, bien que cette technique soit populaire chez les pivots. Bill McGill, premier choix de la Draft 1962 de la NBA, était connu pour en avoir fait sa principale technique de tir durant sa carrière universitaire et professionnelle.